# Ani Kuni
Ani Kuni Kaunani (en iroqués: Ani’qu no’chawu’nani’) es un canto tradicional amerindio. 

## Descripción
Aunque la mayoría de las Primeras Naciones Originarias del Canadá asimilaron el rezo, es probable que esta venga de la nación iroquesa. Este rezo cantado es considerado a veces como una nana. Sin embargo, un investigador asociado a Radio-Canadá descubrió en 2017 que el himno tenía su origen en el centro de Estados Unidos, más concretamente en las tribus arapajó de Colorado y Wyoming.
Se cantaba en una tonalidad de llanto, a veces con lágrimas sobre las mejillas de las danzantes, pensando en su condición de dependencia. Este rezo amerindio es comparable al Padre nuestro.

## Letras
| Original | Transc. fonética                                                                                          | Traducción |
| --- | --- | --- |
| Ani’qu ne’chawu’nani’, Ani’qu ne’chawu’nani’; Awa’wa biqāna’kaye’na, Awa’wa biqāna’kaye’na; Iyahu’h ni’bithi’ti, Iyahu’h ni’bithi’ti. | Ani kuni kaunani, Ani kuni kaunani; Awawa bikana kaina, Awawa bikana kaina; Eauni bissini, Eauni bissini. | Padre, ten piedad de mí, Padre, ten piedad de mí; porque me muero de sed, porque me muero de sed; Todo se ha ido, no tengo nada para comer, Todo se ha ido, no tengo nada para comer. |

## Música
En Fourteenth annual report of the Bureau of ethnology to the secretary of the Smithsonian institution (1896), la música está transcrita de la versión original en Arapaho como sigue:

## En la cultura popular
Contrariamente a lo que se puede pensar viendo su letra y su tradición es considerada una canción de cuna en algunos países como España o Francia.
Es muy popular en el movimiento scout español, cantada con letras ligeramente diferentes. La parte tradicional iroquesa a la que se refiere el artículo se canta después de una introducción:
En las noches / cuando la Luna / como plata se eleva / y la selva ilumina / y también la pradera, / viejos lobos de la tribu / cantarán al espíritu, / al espíritu del fuego...